# Eumenes smithii
Eumenes smithii är en stekelart som beskrevs av Henri Saussure 1852. Eumenes smithii ingår i släktet krukmakargetingar, och familjen Eumenidae. Utöver nominatformen finns också underarten E. s. americanus.

## Bildgalleri

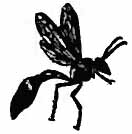